# Station Gorssel
Station Gorssel (Gsl) is een voormalig station aan Staatslijn A tussen Arnhem en Leeuwarden. Het station van Gorssel lag tussen de huidige stations van Zutphen en Deventer, nabij Joppe. Station Gorssel was in gebruik van 5 augustus 1865 tot 15 mei 1938. In 1963 is het gebouw gesloopt.